# Gerd Kanter
Gerd Kanter (* 6. Mai 1979 in Tallinn, Estnische SSR, UdSSR) ist ein ehemaliger estnischer Leichtathlet, der sich auf den Diskuswurf spezialisiert hatte. Mit 73,38 Metern lag er von 2006 bis 2024 auf Platz drei der ewigen Bestenliste und er konnte während seiner Karriere 15-mal die 70-Meter-Marke übertreffen und gewann zahlreiche internationale Medaillen, womit er einer der erfolgreichsten Diskuswerfer ist.

## Sportliche Karriere und Erfolge
Erste internationale Erfahrungen sammelte Gerd Kanter im Jahr 2001, als er bei den U23-Europameisterschaften in Amsterdam mit einer Weite von 57,73 m den fünften Platz belegte. Anschließend nahm er erstmals an der Sommer-Universiade in Peking teil, schied dort aber mit 57,44 m in der Qualifikation aus. Im Jahr darauf nahm er erstmals an den Europameisterschaften in München teil und gelangte dort auf Anhieb bis in das Finale, in dem er mit einem Wurf auf 55,14 m den zwölften Platz belegte. 2003 schied er dann bei den Weltmeisterschaften in Paris mit 56,63 m in der Qualifikation aus und im Jahr darauf nahm er erstmals an den Olympischen Spielen in Athen teil, bei denen er auf 60,05 m gelangte, was aber nicht für einen Finaleinzug reichte. Anschließend wurde er beim World Final in Monaco mit 63,28 m Fünfter. 
In der Saison 2005 schloss Kanter zur Weltspitze auf. Am 28. April stellte er emit 70,10 m einen neuen Landesrekord auf und gewann anschließend bei den Weltmeisterschaften in Helsinki mit einer Weite von 68,57 m die Silbermedaille hinter dem Litauer Virgilijus Alekna. Im Anschluss an die Weltmeisterschaften konnte Kanter bei der Sommer-Universiade im türkischen Izmir mit 65,29 m die Goldmedaille gewinnen und wurde beim World Final mit 66,01 m Zweiter hinter Alekna. Im Jahr darauf gewann er dann bei den Europameisterschaften in Göteborg mit 68,03 m ebenfalls die Silbermedaille hinter Alekna und musste sich auch beim World Final in Stuttgart mit 68,47 m dem Litauer geschlagen geben. Seinen ersten großen Erfolg feierte der Este bei den Weltmeisterschaften 2007 in Osaka, bei denen er mit einer Weite von 68,94 m die Goldmedaille vor dem Deutschen Robert Harting gewann. Auch beim World Final siegte er erstmals mit einem Wurf auf 66,54 m. Ein Jahr darauf wurde Kanter Olympiasieger in Peking. Mit 68,82 m warf er im vierten Versuch genau einen Meter weiter als der zweitplatzierte Pole Piotr Małachowski. Zudem siegte er beim World Final erneut mit 68,38 m.
2009 gewann er bei den Weltmeisterschaften in Berlin mit einer Weite von 66,88 m die Bronzemedaille hinter dem Deutschen Harting und dem Polen Malachowski und verlor damit nach über einem Jahr und 28 Siegen in Serie seinen ersten Wettkampf. Anschließend wurde er beim World Final in Thessaloniki mit 65,34 m Fünfter. Im Jahr darauf belegte er bei den Europameisterschaften in Barcelona mit einem Wurf auf 66,20 m den vierten Platz und gewann erstmals nach 2005 keine Medaille bei einer Großveranstaltung. 2011 sicherte er sich dann bei den Weltmeisterschaften im südkoreanischen Daegu mit 66,95 m die Silbermedaille hinter dem Deutschen Robert Harting. Auch bei den Europameisterschaften 2012 in Helsinki gewann er mit einer Weite von 66,53 m die Silbermedaille hinter Harting. Anschließend erreichte er bei den Olympischen Spielen in London mit 66,39 m das Finale und gewann dort mit 68,03 m die Bronzemedaille hinter Harting und dem Iraner Ehsan Hadadi.
Eine weitere Bronzemedaille gewann er bei den Weltmeisterschaften 2013 in Moskau, bei denen er sich mit 65,19 m ein weiteres Mal Harting und dem Polen Małachowski geschlagen geben musste. Im Jahr darauf gewann er bei den Europameisterschaften in Zürich mit 64,75 m die Silbermedaille hinter Harting und siegte anschließend beim Continentalcup in Marrakesch mit einer Weite von 64,46 m. 2015 erreichte er bei den Weltmeisterschaften in Peking mit 64,82 m im Finale den vierten Platz und 2016 gewann er bei den Europameisterschaften in Amsterdam mit einem Wurf auf 65,27 m die Bronzemedaille hinter Małachowski und dem Belgier Philip Milanov. Anschließend nahm er zum vierten Mal an den Olympischen Spielen in Rio de Janeiro teil und wurde dort mit 65,10 m im Finale Fünfter. 2017 erreichte er bei den Weltmeisterschaften in London mit 60,00 m Rang zwölf und im Jahr darauf klassierte er sich bei den Europameisterschaften in Berlin mit 64,34 m auf dem fünften Platz.
Mitte September 2018 beendete Kanter seine sportliche Karriere. Jedoch startete er in den folgenden Jahren vereinzelt bei nationalen Meetings.
Kanters persönliche Bestleistung liegt bei 73,38 m. Diese Weite, die zugleich auch estnischer Landesrekord ist, erreichte er am 4. September 2006 beim Meeting im schwedischen Helsingborg. Bei diesem Wettkampf konnte er viermal die 70-Meter-Marke übertreffen. Die Weite von 73,38 m war damals der drittweiteste Wurf in einem offiziellen Wettbewerb in der Geschichte des Diskuswurfs. Nur Jürgen Schults Weltrekord von 74,08 m aus dem Jahr 1986 und Virgilijus Aleknas 73,88 m aus dem Jahr 2000 waren weiter.
In den Jahren von 2004 bis 2009, 2011 bis 2015 und 2019 wurde Kanter estnischer Meister im Diskuswurf.

## Trainertätigkeit
Nach seiner aktiven Karriere wurde Kanter Trainer. Von 2021 bis 2024 trainierte er den slowenischen Diskuswerfer Kristjan Čeh, der 2022 Weltmeister wurde.

## Ehrungen
2007, 2008 und 2011 wurde er zum Sportler des Jahres in Estland gewählt, 2022 außerdem zum Trainer des Jahres. Nach seinem Olympiasieg 2008 wurde Gerd Kanter zu Ehren in Estland eine Briefmarke herausgegeben.